# 東京サンケイビル
東京サンケイビル（とうきょう サンケイビル）は、サンケイビルが運営する東京都千代田区大手町の超高層ビルである。産業経済新聞社、産経新聞東京本社、サンケイビルなどのフジサンケイグループ（FCG）各社の本社所在地である。

## 概要
江戸時代には豊前小倉藩小笠原家の屋敷があった。明治維新を経て、昭和初期まで大手町一帯は官庁街になり、当ビルが建てられた場所には明治中期まで農商務省（現・農林水産省、経済産業省）、その後は会計検査院や特許局（現・特許庁）、内閣印刷局（現・国立印刷局）が存在した。

特許局は1934年、会計検査院は1935年に霞が関へ移転し、その後は逓信省（現・総務省、日本郵政グループ、NTTグループ）や旧大蔵省国有財産局（現・財務省理財局）などが存在したが、1940年の大火災を機に逓信省は麻布区飯倉町（現・港区麻布台）へ、大蔵省は霞が関へ移転することになった。
1933年に大阪で創刊し、太平洋戦争終結後に東京に進出した産業経済新聞は、当初は千代田区有楽町のビルに東京支社を置いていたが、事業の拡大に伴い手狭になったため移転先を検討していた。産業経済新聞社創業者で当時参議院議員の前田久吉は大蔵省と交渉し、大阪本社（大阪サンケイビル）の建物を管理するために設立された子会社産業会館ビル（現・サンケイビル）を受け皿として国有地の払い下げを受ける。こうして1955年、「千代田区大手町一丁目3番地」と呼ばれていた当地に地下1階・地上10階建てのサンケイ会館（後のサンケイビル本館）が完成した。
旧サンケイビルは、地下1階・地上10階建ての本館、地下3階・地上20階建ての新館、地下2階・地上9階建ての別館で構成されていた。このうち、サンケイビルや産経新聞東京本社が入る本館とモービル石油（エクソンモービルカタリストを経て現：エクソンモービル・ジャパン）などテナントの入る別館は、1950年代に開業し、空調や配管などの設備で老朽化が目立ってきたことから、1994年にサンケイビルは既存3棟を段階的に建て替える再開発計画を決定する。
再開発にあたっては、総合設計制度により200%の割増容積（交流・活性化機能）と斜線制限の一部緩和を受けると共に、東側本館にある産経新聞社の別の場所への仮移転を回避するため、他の二棟を先行して1997年11月から解体した。解体完了後に第I期工事が着手され、2000年9月に地下4階、地上31階、高さ146mのタワーが竣工した。そして産経新聞社が新タワーに移転した後に旧サンケイ会館を解体、第Ⅱ期工事が着手され、大手町駅の地下ネットワークと接続したメトロスクエア（地下広場）および公開空地が2002年9月に竣工し、グランドオープンを迎えた。なお、サンケイビルは建て替えに伴う、400億円前後となる総工費については、銀行からの借り入れなどで賄うとの方針を示していた。
ビルは地下を含むエントランス階には（地下2階～6階）、飲食物販およびクリニックなどのほか、貸し会議室・ホールの「大手町サンケイプラザ」が入り、低層階に産経新聞東京本社（7階～14階）、中高層がテナントオフィスフロア（15階～31階）で構成される。またフラットと名付けられた正面のイベントスペースには、アレクサンダー・リーバーマン作の赤い彫刻「イリアッド・ジャパン」が設置されている。
都営地下鉄、東京メトロの5つの路線が乗り入れている大手町駅、特に東京メトロ丸ノ内線の改札からダイレクトインできる、また東京駅からも徒歩7分、丸ノ内線乗換でもわずか2分という交通の便の良さが最大の特徴とされている。

### 耐震
ビル建設に際しては、新耐震基準の1.5倍以上の耐震設計をすることで、震度5強クラスでも、制震ダンパーを取り付けることによって、地震の揺れを低減させるようになっているため、防災機能の充実が図られている。また6階部分には上層部を安全に支持するためのメガトラス（高さ9m）、6-13階には高強度の鋼材を使ったメガブレースを配置することで、地震時の上部の水平変化を押さえるなど、建物の安全性を重視したものとなっている。

## 受賞
- 2001年　グッドデザイン賞建築・環境デザイン部門（第1期工事サイン計画に対して）[9]、「リサイクル推進校功労者等・リサイクル協議会会長賞」。
- 2003年　グッドデザイン賞建築・環境デザイン部門[10]。
- 2004年　第45回BCS賞[11]。
- 2005年　日本建築学会作品選奨。
- 2011年　日本政策投資銀行・DBJグリーンビルディングゴールドランク認証を受ける。